# Base de dades de gestió de la configuració
Una base de dades de gestió de la configuració o BDGC (en anglès configuration management database o abreujat CMDB) és una base de dades que conté detalls rellevants de cada element de configuració i de la relació entre ells, incloent-hi l'equip físic, programari i la relació entre incidències, problemes, canvis i altres dades del servei de les tecnologies de la informació.
La BDGC és un repositori d'informació on es relacionen tots els components d'un sistema d'informació, ja siguin hardware, software, documentació, etc. Tot i que els departaments de la tecnologia de la informació han utilitzat repositoris similars durant molt temps, el terme anglès CMDB prové de la Biblioteca d'Infraestructura de Tecnologies de la Informació (ITIL). En el context de l'ITIL, la BDGC representa la configuració autoritzada de tots els elements significants de l'entorn de les tecnologies de la informació. El seu propòsit principal és ajudar a l'organització a entendre les relacions entre tots els elements i mantenir el seguiment de les seves configuracions. La BDGC és un component fonamental del procés de gestió de la configuració de l'ITIL. La implantació d'una BDGC sovint implica la integració amb altres sistemes, com la gestió d'actius. Un factor clau de l'èxit aconseguit en les implantacions de BDGC és la seva capacitat de descobriment automàtic d'actius i els seus canvis.